# Calling (Lose My Mind)
Calling (Lose My Mind) è un singolo dei disc jockey svedesi Sebastian Ingrosso e Alesso, con la parte vocale eseguita dal cantante statunitense Ryan Tedder, meglio conosciuto per essere il solista del gruppo musicale OneRepublic.
La versione strumentale, chiamata Calling, è stata pubblicata il 31 agosto 2011.

## Tracce
1. Calling (Lose My Mind) (Radio Edit) – 3:25
2. Calling (Lose My Mind) (Extended Club Mix) – 6:15
3. Calling (Lose My Mind) (Original Instrumental Mix) – 6:15

## Classifiche
| Classifica (2012)   | Posizione massima |
| ------------------- | ----------------- |
| Australia           | 9                 |
| Belgio (Fiandre)    | 52                |
| Belgio (Vallonia)   | 32                |
| Francia             | 23                |
| Irlanda             | 47                |
| Paesi Bassi         | 38                |
| Regno Unito         | 19                |
| Regno Unito (dance) | 4                 |
| Svezia              | 22                |